# Heurística de Clarke e Wright
A heurística de Clarke e Wright (1964) surge, no campo da logística, como factor de simplicidade e flexibilidade na formulação da programação de rotas, no âmbito da gestão de transporte. Existem vários estudos que demonstram diferentes formas possíveis de programação de rotas. Para a sua implementação, são necessários conhecimentos matemáticos bastante complexos, restringindo deste modo, a sua utilização em algumas empresas (Carvalho, 2002, p. 206).
Esta heurística baseia-se na troca de conjuntos de rotas em cada ponto de chegada, caso seja possível ou desejável, por forma a melhorar o desempenho global. Por conseguinte, uma das designações atribuída à formulação é a heurística de poupança de Clarke e Wright (Carvalho, 2002, p. 207).
A formulação supracitada demonstra grande utilidade para frotas homogéneas, uma vez que admite a minimização da frota e da distância percorrida. No entanto, a heurística não possui a capacidade de manipulação de dados referentes a frotas heterogéneas, por não considerar os custos fixos e directos associados à variabilidade dos veículos e das distâncias percorridas (Teixeira, 2002, p. 4).

## Desenvolvimento do método
Primeiramente, são definidas as restrições básicas do problema, como por exemplo: por cada rota apenas é atendido um cliente. Com base nestas restrições, deve-se garantir a menor distância possível no atendimento de todos os clientes. Por conseguinte, elabora-se uma lista com as rotas (de ida e volta) desde o armazém até cada dois clientes, e calculam-se os custos inerentes às respectivas deslocações ({\displaystyle S_{ij}}).
```
                                                            

  

    

      

        

          
S

          

            
i

            
j

          

        

        
=

        

          
d

          

            
0

            
i

          

        

        
+

        

          
d

          

            
0

            
j

          

        

        
−

        

          
d

          

            
i

            
j

          

        

      

    

    
{\displaystyle S_{ij}=d_{0i}+d_{0j}-d_{ij}}

  

```

Sendo, {\displaystyle d_{0i}} e {\displaystyle d_{0j}} representantes da distância entre o armazém e os clientes i e j, respectivamente, e dij a distância entre os dois clientes.
Em suma, esta lista é organizada de forma decrescente de custos, sendo que a solução óptima corresponde ao custo total mínimo (Miura, 2008, p. 15-18) e (Teixeira, 2002, p. 5-6).